# Cyclophyllum marquesense
Cyclophyllum marquesense är en måreväxtart som först beskrevs av Forest Buffen Harkness Brown, och fick sitt nu gällande namn av Rafaël Herman Anna Govaerts. Cyclophyllum marquesense ingår i släktet Cyclophyllum och familjen måreväxter.
Artens utbredningsområde är Marquesasöarna. Inga underarter finns listade i Catalogue of Life.